# Musiklabel

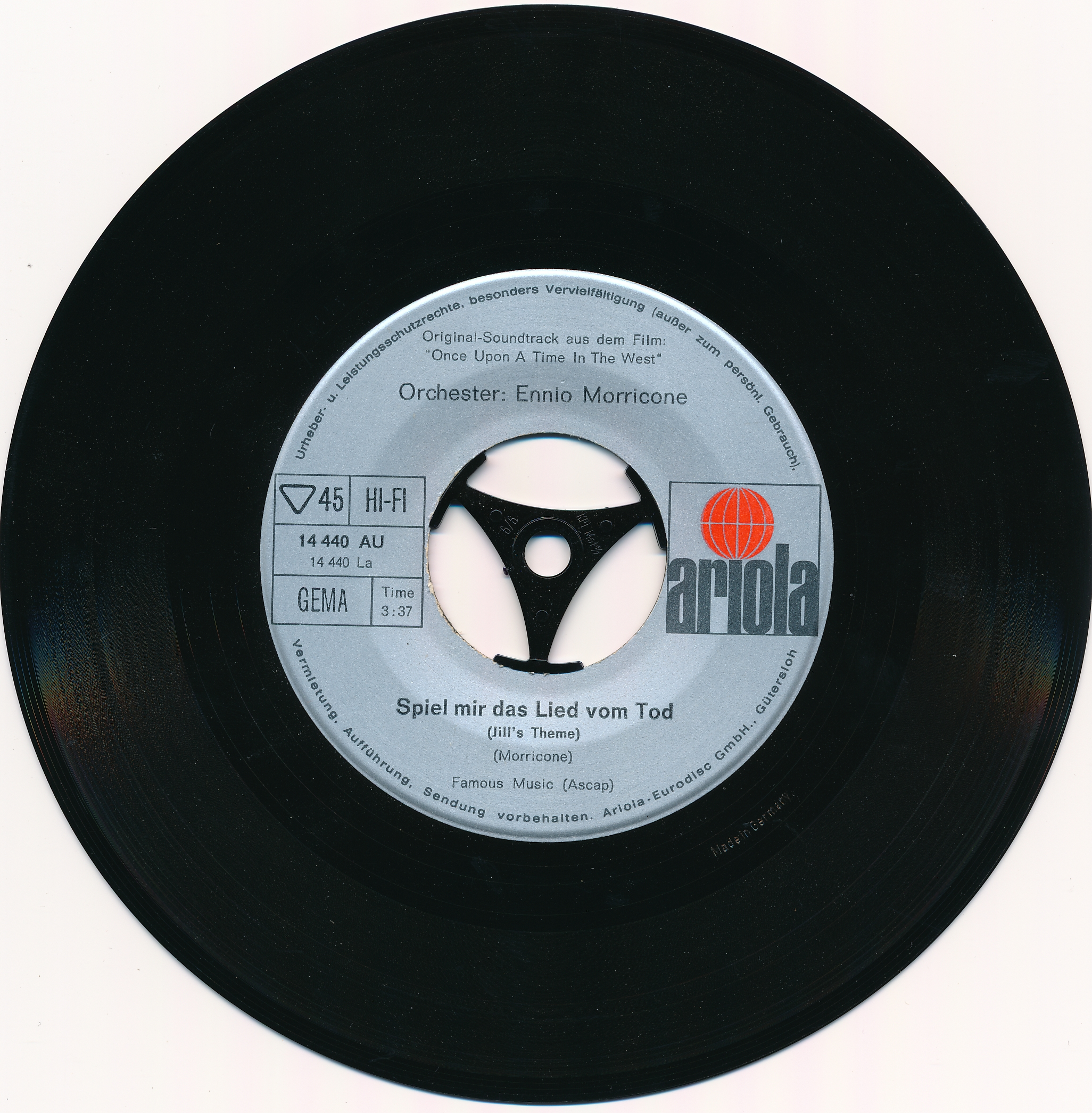
Label auf einer Schallplatte von Ariola 1967 bis 1987

Ein Musiklabel, Plattenlabel oder kurz Label ['lɛibəl] ist ein Markenname zum Vertrieb musikalischer Werke. Bei größeren Tonträgerunternehmen, deren Vertriebsrepertoire unterschiedliche akustische Inhalte umfasst (Musikindustrie), handelt es sich häufig um eine Abteilung innerhalb des Unternehmens. Auch Verlage abseits des Musikmarkts sprechen – beispielsweise bei Hörbüchern – von Labels.

## Major-Labels und Independent-Labels
Plattenlabels sind Kennzeichen eines Tonträgerunternehmens, das sein Repertoire vermarktet. Die verbliebenen drei weltweit größten Tonträgerunternehmen Universal, Sony Music und Warner, die zusammen zwischen 75 und 80 % Marktanteil auf sich vereinigen, sind zwar nicht selbst Musiklabels, werden jedoch in der Fachsprache Major-Labels oder auch „Big Three“ genannt.
Ein Plattenlabel, das einem größeren Musiklabel als Tochtergesellschaft untergeordnet ist, bezeichnet man als Sublabel oder Unterlabel, in selteneren Fällen auch als Division (engl. für Abteilung) bzw. Subsidiary (engl. für Tochtergesellschaft). Die Sublabels eines Plattenlabels sind normalerweise auf eine bestimmte Musikrichtung spezialisiert, nämlich Klassische Musik, Jazz, Volkstümliche Musik, Pop, Rap, Rock etc.
Darüber hinaus gibt es zahlreiche kleinere Independent-Labels (kurz: Indie-Labels; von engl. independent: „unabhängig“), die unabhängig von den großen Plattenkonzernen auf dem Musikmarkt existieren. Sie sind umsatzmäßig deutlich kleiner als die Major-Labels und oft auf eine Stilrichtung spezialisiert. Zu den Indie-Labels zählen auch die Netlabels, die ihre Musik über das Internet verbreiten. Wichtige Indie-Labels sind unter anderem Chandos Records (weltgrößtes unabhängiges Klassik-Label) und Epitaph Records (weltgrößtes Independent-Label).

## Rechtliches und Sortierung
Jedes Label kann sich bei der Gesellschaft zur Verwertung von Leistungsschutzrechten (GVL) eintragen lassen und erhält dabei zur Kennzeichnung der Platten einen individuellen Labelcode. Musiklabels werden zumeist vom Tonträgerunternehmen in einer Firma als eigenständige Rechtsform geführt und bilden durch mehrheitliche Beteiligung mit dem Tonträgerunternehmen einen Konzern.
Um die Vielzahl der jährlich veröffentlichten Tonträger eines Musiklabels zu sortieren und dem Handel, Käufern, Sammlern und Diskografen einen besseren Überblick zu verschaffen, werden numerisch sortierte Kataloge geführt. Anhand der Katalog-Nummern können dann die Tonträger eines Musiklabels leichter identifiziert werden.

## Begriffsherkunft und Geschichte

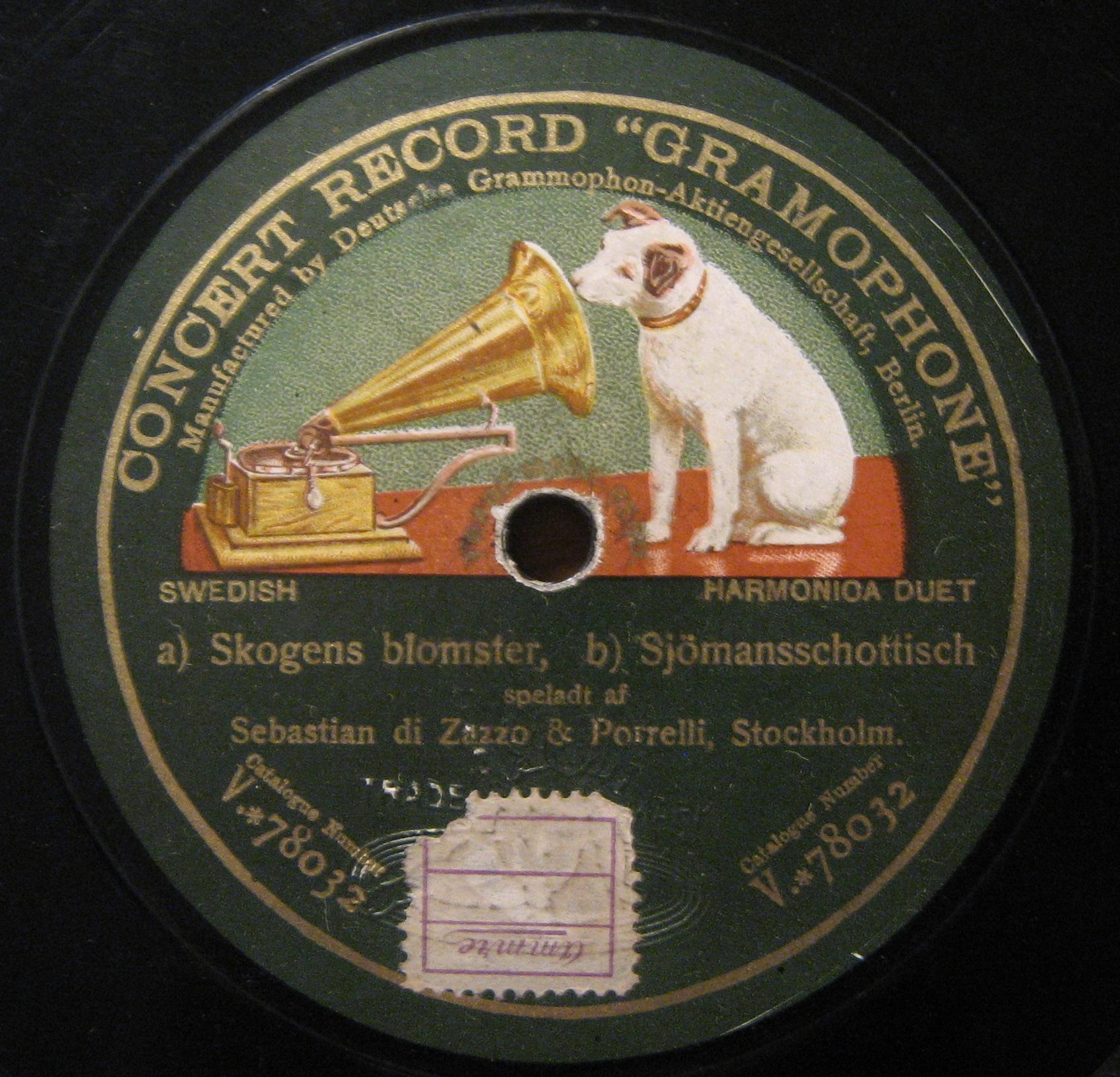
Label auf einer Schallplatte der Deutschen Grammophon AG von 1910

Die auch im Deutschen übliche Bezeichnung „Label“ leitet sich ursprünglich von den Etiketten (englisch: „label“) ab, die in der Mitte der Schallplatten aufgeklebt sind (Schallplattenetiketten) und das Logo des Musiklabels sowie in der Regel Musiktitel, Interpreten und Komponisten beinhalten. Auch heute noch werden diese Etiketten – die für Compact Disc entsprechend angepasst wurden – als „Label“ bezeichnet. Die Bezeichnung im Sinne von Marke stellt eine Verallgemeinerung von dem Etikett zur Marke dar, die dieses Etikett benutzt. Eine ähnliche Beziehung findet sich bei Mode-Labels.
Bis Anfang der 1950er Jahre wurde der Musikmarkt in den USA von sieben Tonträgerunternehmen (= „Plattenfirmen“) dominiert: Capitol Records, Columbia Records, Decca Records, London Records, Mercury Records, MGM Records und RCA Victor. Sie wurden Major record companies genannt, weil sie den größten Umsatzanteil auf sich vereinigten, eigene Plattenpresswerke besaßen und ein eigenes Vertriebsnetz unterhielten. Independent-Labels verfügten (bis auf King Records und Modern/RPM Records) indes nicht über diese Produktionstiefe und waren deshalb auf unabhängige oder labeleigene Presswerke und Vertriebspartner der Major-Labels angewiesen. Der Musikstil des Rock & Roll hat ab 1955 zu einer allgemeinen Umsatzexpansion in der Plattenindustrie beigetragen, die auch Independent-Labels begünstigte und zur Gründung weiterer unabhängiger Plattenlabels beitrug. Seit Beginn der Rockmusik ab etwa 1970 ist es jedem Independent-Label möglich, kurzfristig zu einem Major-Label zu avancieren, gleichgültig, mit welcher Produktionstiefe es agiert. So wurde RSO Records durch den phänomenalen Erfolg der Bee Gees ab 1975 zu einem Major-Label. Die Trennschärfe der Unterscheidung zwischen den beiden Segmenten ist daher weitgehend verloren gegangen.